# 966
Évszázadok: 9. század – 10. század – 11. század
Évtizedek: 910-es évek – 920-as évek – 930-as évek – 940-es évek – 950-es évek – 960-as évek – 970-es évek – 980-as évek – 990-es évek – 1000-es évek – 1010-es évek
Évek: 961 – 962 – 963 – 964 –  965 – 966 – 967 – 968 – 969 – 970 – 971

## Események

### Bizánci Birodalom
- Az év elején II. Niképhorosz császár és Szajf al-Daula aleppói emír fogolycserét hajt végre Szamoszata városában. Többek között kiszabadul az évek óta bizánci fogságban sínylődő költő, Abu Firász is.
- A fegyverszünet lejártával Niképhorosz folytatja a hadjáratát Északnyugat-Mezopotámiába és Észak-Szíriába. Kifosztja Amida, Dara és Niszibisz városait; Hieropoliszban pedig egy Jézus képmását viselő csempét zsákmányol; az ereklyét Konstantinápolyba küldi. Feldúlja Szíria északi részét és ostrom alá veszi Antiokhiát, de ráébredve hogy nincs elég utánpótlása egy hosszas ostromhoz, nyolc nap után elvonul.

### Európa
- Portyázó magyar sereg indul a Bizánci Birodalomba, miután Péter bolgár cár átengedi őket. Egy 300 fős csoportjuk 500 foglyot ejt, egy másik 200 fős különítmény pedig eljut Konstantinápoly közelébe, ahol azonban 40-et elfognak közülük és besorozzák őket a császári testőrségbe. Péter cár ellenséges viselkedése miatt Niképhorosz császár felfüggeszti az évi adó fizetését.
- Nagyszombaton I. Mieszko lengyel fejedelem cseh felesége, Doubravka és a német fenyegetés hatására megkeresztelkedik. Ezt az eseményt tekintik az első lépésnek a lengyel állam létrehozásának folyamatában.
- Ottó német-római császár ismét Itáliába vonul, ahol Rómában kiszabadítja és ismét trónjára ülteti XIII. János pápát. A pápát bebörtönző nemesi felkelés 12 vezetőjét felakasztatja. Tekintve hogy az itáliai zavargások és összeesküvések miatt szinte évente kellett hadjáratot vezetnie Itáliába, Ottó most tartósan megtelepszik Rómában. Távollétében Németországot törvénytelen fia, Vilmos mainzi érsek kormányozza régensként.
- Lothár nyugati frank király feleségül veszi Ottó császár mostohalányát; felesége, Adelhaid első házasságából származó, Emma nevű lányát.
- Meghal I. Sancho, León királya. Utóda 5 éves fia, III. Ramiro.

### Abbászida Kalifátus
- Meghal Ali ibn al-Ihsíd egyiptomi és szíriai kormányzó (gyakorlatilag független emír). Fia helyett a fekete eunuch, Abu l-Miszk Káfúr (aki eddig a háttérből irányította az emirátus ügyeit) ül a trónra.
- Lázadások törnek ki Szajf al-Daula aleppói emír ellen, aki képtelen feltartóztatni Niképhorosz bizánci császár támadását és elvesztette Kilikiát.
- Zavargások során máglyán megégetik VII. János jeruzsálemi pátriárkát (egyik verzió szerint a kormányzó szította fel ellene a közhangulatot, miután a pátriárka visszaélései miatt panaszkodott; egy másik változatban kitudódott hogy János levelet írt Niképhorosz császárnak, siettetve Palesztina felszabadítását a muszlim uralom alól).

## Születések
- II. Ethelred, angol király
- Fudzsivara no Kintó, japán költő
- Fudzsivara no Micsinaga, japán régens
- II. Hisám, córdobai kalifa
- III. Kenneth, skót király
- V. Lajos, nyugati frank király
- Szei Sónagon, japán udvarhölgy, író

## Halálozások
- február 9. -  Ono no Micsikaze, japán kalligráfus
- március 28. – Flodoard, francia történetíró
- augusztus 4. – II. Berengár, itáliai király
- december 19. – I. Sancho, leóni király
- Ali ibn al-Ihsíd, ihsídida emír
- Sváb Berta, burgundiai és itáliai királyné
- VII. János, jeruzsálemi pátriárka

## Fordítás
- Ez a szócikk részben vagy egészben  a(z)   966 című angol Wikipédia-szócikk ezen változatának fordításán alapul.  Az eredeti cikk szerkesztőit annak laptörténete sorolja fel. Ez a jelzés csupán a megfogalmazás eredetét és a szerzői jogokat jelzi, nem szolgál a cikkben szereplő információk forrásmegjelöléseként.